# Новая Деревня (Владимирская область)
Новая Деревня — деревня в Суздальском районе Владимирской области России, входит в состав Новоалександровского сельского поселения.

## География
Деревня расположена в 8 км на север от центра поселения села Новоалександрово и в 20 км на северо-запад от Владимира.

## История
В конце XIX — начале XX века деревня называлась Новая Александровка и входила в состав Оликовской волости Владимирского уезда, с 1926 года — в составе Стародворской волости. В 1859 году в деревне числилось 19 дворов, в 1905 году — 21 дворов, в 1926 году — 37 хозяйств.
С 1929 года деревня входила в состав Рославского сельсовета Владимирского района, с 1940 года — в составе Кутуковского сельсовета, с 1945 года  в составе Ставровского района, с 1954 года — в составе Ново-Александровского сельсовета, с 1965 года — в составе Суздальского района, с 2005 года — в составе Новоалександровского сельского поселения.

## Население
| 1859 | 1905 | 1926 |
| ---- | ---- | ---- |
| 136  | 180  | 179  |

| 1859 | 1905 | 1926 | 2002 | 2010 | 2021 |
| ---- | ---- | ---- | ---- | ---- | ---- |
| 136  | ↗180 | ↘179 | ↘11  | ↗14  | ↗18  |